# غازان‌تپه
غازان تپه مربوط به تاریخ ایران پس از اسلام است و در شهرستان خدابنده، بخش سجاسرود، روستای کشک آباد واقع شده و این اثر در تاریخ ۷ مهر ۱۳۸۱ با شمارهٔ ثبت ۶۲۵۱ به‌عنوان یکی از آثار ملی ایران به ثبت رسیده‌است.